# Giuseppe Olivieri (criminale)
Giuseppe Olivieri, noto anche con lo pseudonimo di Peppe Saccone (Pagani, 10 dicembre 1946 – Cava de' Tirreni, 25 giugno 1990), è stato un mafioso italiano, boss della Camorra, legato alla organizzazione camorristica denominata Nuova Famiglia.

## Biografia
Figlio di commercianti, sin da piccolo lavorerà nell'attività di famiglia (recupero di rottami ferrosi). Olivieri inizia la propria carriera criminale negli ambienti malavitosi della sua città, Pagani, affiliandosi, negli anni Settanta, alla banda di Salvatore Serra, detto Cartuccia, capozona della Nuova Famiglia, organizzazione che si opponeva alla Nuova Camorra Organizzata di Raffaele Cutolo, che nell'Agro Nocerino-Sarnese trovava il suo maggiore referente in Salvatore Di Maio.
Dopo la morte di Serra, avvenuta nel carcere di Ascoli Piceno nel 1981 e l'assassinio del fratello di Olivieri questi per mano della NCO, Olivieri assurge al rango di capozona della Nuova Famiglia, soppiantando il defunto Serra, ed esce vincitore dalla guerra con i cutoliani. L'epurazione dei cutoliani dalla Provincia di Salerno accrebbe il potere di Olivieri, il quale divenne, così, Il capo indiscusso non solo di Pagani, bensì di gran parte della provincia di Salerno. Il suo clan imperò tra la fine degli anni '70 e gli inizi degli anni '90, mentre il suo patrimonio fu valutato per ben 10 miliardi di lire. A Pagani, sua città natale, Olivieri è ancora ricordato per aver vietato il commercio e lo spaccio della droga.

### Agguato e morte
Giuseppe Olivieri venne ucciso nell'ospedale di Cava de' Tirreni, dove si trovava ricoverato, su ordine del boss di Nocera, Mario Pepe, poi divenuto collaboratore di giustizia. Mario Pepe ordinò l'omicidio di Olivieri per scindersi da quest'ultimo e dai vertici della Nuova Famiglia, ovvero Carmine Alfieri e Pasquale Galasso. Prima della sua morte, ad Olivieri venne imposto un divieto di soggiorno per cinque anni in Campania, Lazio, Puglia, Calabria e Basilicata.